# Duża Grzybowa Góra
Duża Grzybowa Góra – część wsi Grzybowa Góra w Polsce, położona w  województwie świętokrzyskim w powiecie skarżyskim w gminie Skarżysko Kościelne.
W latach 1975–1998 Duża Grzybowa Góra administracyjnie należała do województwa kieleckiego.
Wierni Kościoła rzymskokatolickiego należą do parafii Trójcy Przenajświętszej w Skarżysku Kościelnym.